# Ștefan Korodi
Ștefan Korodi (n. 17 decembrie 1924, Mica, Mureș -- d. 26 iulie 2000, Sfântu Gheorghe) a fost un demnitar comunist român de origine maghiară. Ștefan Korodi a fost deputat în Marea Adunare Națională în sesiunile din perioada 1980 - 1989. Ștefan Korodi a fost membru de partid din 1947 și instructor al CC al PMR în perioada 1953 - 1954.

## Studii
- Trei clase industriale;
- Universitatea de Partid „Ștefan Gheorghiu“ (1950–1951);
- Școala Superioară de Partid „Ștefan Gheorghiu“ (1961–1964);
- Facultatea de Științe Politice

## Distincții
- Medalia „40 de ani de la înființarea Partidului Comunist din Romînia” (6 mai 1961) „pentru merite în activitatea de partid și întărirea regimului democrat-popular”[2]